# Nastri d'argento 2016
La 71ª edizione dei Nastri d'argento si è tenuta il 2 luglio 2016 al Teatro antico di Taormina.
Le candidature sono state annunciate il 31 maggio al MAXXI di Roma, nella stessa occasione sono stati consegnati i premi tecnici e i Nastri speciali.

## Vincitori e candidati
I vincitori sono indicati in grassetto, a seguire gli altri candidati.

### Regista del miglior film
- Paolo Virzì - La pazza gioia
- Roberto Andò - Le confessioni
- Claudio Cupellini - Alaska
- Giuseppe M. Gaudino - Per amor vostro
- Stefano Sollima - Suburra

### Migliore regista esordiente
- Gabriele Mainetti - Lo chiamavano Jeeg Robot
- Ferdinando Cito Filomarino - Antonia.
- Carlo Lavagna - Arianna
- Piero Messina - L'attesa
- Giulio Ricciarelli - Il labirinto del silenzio (Im Labyrinth des Schweigens)

### Migliore commedia
- Perfetti sconosciuti di Paolo Genovese
- Dobbiamo parlare di Sergio Rubini
- Io e lei di Maria Sole Tognazzi
- Natale col boss di Volfango De Biasi
- Quo vado? di Gennaro Nunziante

### Miglior produttore
- Pietro Valsecchi - Quo vado?, Chiamatemi Francesco - Il Papa della gente e Non essere cattivo
- Marco Belardi - La pazza gioia e Perfetti sconosciuti
- Fabrizio Donvito, Benedetto Habib e Marco Cohen - Alaska e Un posto sicuro
- Nicola Giuliano, Francesca Cima e Carlotta Calori - Io e lei e Un bacio
- Gabriele Mainetti - Lo chiamavano Jeeg Robot

### Miglior soggetto
- Ivan Cotroneo, Francesca Marciano e Maria Sole Tognazzi - Io e lei
- Francesco Calogero - Seconda primavera
- Alberto Caviglia - Pecore in erba
- Francesco Ghiaccio e Marco D'Amore - Un posto sicuro
- Adriano Valerio ed Ezio Abbate - Banat - Il viaggio

### Migliore sceneggiatura
- Paolo Virzì e Francesca Archibugi - La pazza gioia
- Sergio Rubini, Carla Cavalluzzi e Diego De Silva - Dobbiamo parlare
- Nicola Guaglianone e Menotti - Lo chiamavano Jeeg Robot
- Filippo Bologna, Paolo Costella, Paolo Genovese, Paola Mammini e Rolando Ravello - Perfetti sconosciuti
- Francesca Marciano, Stefano Mordini e Valia Santella - Pericle il nero

### Migliore attore protagonista
- Stefano Accorsi - Veloce come il vento
- Pierfrancesco Favino - Suburra
- Elio Germano - Alaska
- Claudio Santamaria - Lo chiamavano Jeeg Robot
- Riccardo Scamarcio - La prima luce e Pericle il nero

### Migliore attrice protagonista
- Valeria Bruni Tedeschi e Micaela Ramazzotti - La pazza gioia
- Paola Cortellesi - Gli ultimi saranno ultimi
- Sabrina Ferilli - Io e lei
- Valeria Golino - Per amor vostro
- Monica Guerritore - La bella gente

### Migliore attore non protagonista
- Luca Marinelli - Lo chiamavano Jeeg Robot
- Claudio Amendola - Suburra
- Fabrizio Bentivoglio - Gli ultimi saranno ultimi, Forever Young e Dobbiamo parlare
- Peppino di Capri - Natale col boss
- Adriano Giannini e Massimiliano Gallo - Per amor vostro

### Migliore attrice non protagonista
- Greta Scarano - Suburra
- Sonia Bergamasco - Quo vado?
- Valentina Carnelutti - La pazza gioia ed Arianna
- Piera Degli Esposti - Assolo
- Milena Vukotic - La macchinazione

### Migliore fotografia
- Maurizio Calvesi - Non essere cattivo e Le confessioni
- Matteo Cocco - Per amor vostro e Pericle il nero
- Daniele Ciprì - Sangue del mio sangue
- Michele D'Attanasio - Lo chiamavano Jeeg Robot e Veloce come il vento
- Fabio Zamarion - La corrispondenza, La macchinazione e Assolo

### Migliore scenografia
- Paki Meduri - Alaska e Suburra
- Marco Dentici - L'attesa
- Maurizio Sabatini - La corrispondenza
- Massimiliano Sturiale - Lo chiamavano Jeeg Robot
- Tonino Zera - La pazza gioia

### Migliori costumi
- Catia Dottori - La pazza gioia
- Daria Calvelli - Sangue del mio sangue
- Sandra Cardini - Milionari
- Veronica Fragola - Suburra
- Mary Montalto - Lo chiamavano Jeeg Robot

### Migliore montaggio
- Gianni Vezzosi - Veloce come il vento
- Consuelo Catucci - Perfetti sconosciuti
- Giogiò Franchini - Per amor vostro
- Patrizio Marone - Suburra
- Cecilia Zanuso - La pazza gioia

### Migliore sonoro in presa diretta
- Angelo Bonanni - Non essere cattivo
- Alessandro Bianchi - La pazza gioia
- Fulgenzio Ceccon - Le confessioni
- Carlo Missidenti - In fondo al bosco
- Alessandro Rolla - L'attesa

### Migliore colonna sonora
- Carlo Virzì - La pazza gioia
- Michele Braga e Gabriele Mainetti - Lo chiamavano Jeeg Robot
- Pasquale Catalano - Alaska
- Carlo Crivelli - Sangue del mio sangue
- Epsilon Indi - Per amor vostro

### Migliore canzone originale
- Perfetti sconosciuti di Fiorella Mannoia, Bungaro e Cesare Chiodo interpretata da Fiorella Mannoia - Perfetti sconosciuti
- A cuor leggero di Riccardo Sinigallia (anche interprete) - Non essere cattivo
- E tu dimane di Alessandro Siani interpretata da Antonio Rocco - Troppo napoletano
- La prima Repubblica di Checco Zalone - Quo vado?
- Torta di noi di Niccolò Contessa (anche interprete) - La felicità è un sistema complesso

### Nastro d'oro
- Stefania Sandrelli

### Nastro europeo
- Juliette Binoche - L'attesa

### Nastro internazionale
- Kevin Costner

### Nastro d'argento speciale
- Giuseppe Battiston, Anna Foglietta, Marco Giallini, Edoardo Leo, Valerio Mastandrea, Alba Rohrwacher e Kasia Smutniak con una menzione alla casting director Barbara Giordani - Perfetti sconosciuti

### Nastro d'argento speciale 70 anni
- Massimo Popolizio e Giuseppe Fiorello - Era d'estate
- Leo Gullotta per i 30 anni da Il camorrista
- Sabrina Ferilli per l'impegno sui temi della società – Io e lei
- Marco D'Amore per l'impegno sui temi della società - Un posto sicuro

### Film dell'anno
- Non essere cattivo a Valerio Mastandrea, Luca Marinelli e Alessandro Borghi

### Premio Nino Manfredi
- Carlo Verdone e Antonio Albanese - L'abbiamo fatta grossa

### Premio Guglielmo Biraghi
- Leonardo Pazzagli, Rimau Grillo Ritzberger, Valentina Romani e Alessandro Sperduti - Un bacio
- Matilda De Angelis - Veloce come il vento

#### Premio Biraghi Nuovo Imaie
- Moisé Curia - Abbraccialo per me e La nostra quarantena

### Premio speciale
- Fiore

### Premio Graziella Bonacchi - Attore rivelazione dell'anno
- Alessandro Borghi - Non essere cattivo e Suburra

### Nastri d'argento SIAE per i nuovi sceneggiatori
- Piero Messina - L'attesa
- Alberto Caviglia - Pecore in erba
- Francesca Manieri - Veloce come il vento

### Premi dei partner

#### Premio Hamilton behind the camera
- Gabriele Mainetti - Lo chiamavano Jeeg Robot

#### Premio Porsche 718 Boxster - Tradizione e innovazione
- Maria Sole Tognazzi

#### Premio Persol - Personaggio dell'anno
- Alessandro Borghi e Luca Marinelli - Non essere cattivo

#### Premio Wella per l'immagine
- Micaela Ramazzotti - La pazza gioia

#### Premio Shiseido per lo stile
- Valeria Bruni Tedeschi - La pazza gioia

### Nastri d'argento per i documentari
- Fuocoammare, di Gianfranco Rosi

### Corti d'argento

#### Fiction
- Quasi eroi di Giovanni Piperno
- Bellissima di Alessandro Capitani
- Frankie di Francesco Mazza
- Non senza di me di Brando De Sica
- Varicella di Fulvio Risuleo

#### Animazione
- Panorama di Gianluca Abbate
- Bagni di Laura Luchetti
- Lungomare di Daniele e Davide Ratti
- Mechanick di Margherita Clemente, Lorenzo Cogno, Maria Garzo e Tudor Moldovan (CSC)
- Soil is alive di Beatrice Pucci

Premi speciali
- Il tema di Jamil di Massimo Wertmüller
- Era bellissima di Max Croci
- La ballata dei senzatetto di Monica Manganelli

Menzioni speciali
- Due piedi sinistri di Isabella Salvetti
- Il miracolo di aa.vv.
- Detours di Nico Bonomolo
- Migrar di Laura Pizzato
- Frontiers di Hermes Mangialardo

## Statistiche vittorie/candidature
- 5/10 - La pazza gioia
- 3/4 - Non essere cattivo
- 2/9 - Lo chiamavano Jeeg Robot
- 2/7 - Suburra
- 2/5 - Perfetti sconosciuti
- 2/3 - Veloce come il vento
- 1/5 - Alaska
- 1/4 - Io e lei
- 1/4 - Quo vado?
- 1/3 - Le confessioni
- 1/1 - Chiamatemi Francesco - Il Papa della gente
- 0/6 - Per amor vostro
- 0/3 - L'attesa
- 0/3 - Dobbiamo parlare
- 0/3 - Pericle il nero
- 0/3 - Sangue del mio sangue
- 0/2 - Arianna
- 0/2 - Assolo
- 0/2 - La corrispondenza
- 0/2 - La macchinazione
- 0/2 - Natale col boss
- 0/2 - Un posto sicuro
- 0/2 - Gli ultimi saranno ultimi
- 0/1 - Antonia.
- 0/1 - Un bacio
- 0/1 - Banat - Il viaggio
- 0/1 - La bella gente
- 0/1 - La felicità è un sistema complesso
- 0/1 - Forever Young
- 0/1 - In fondo al bosco
- 0/1 - Il labirinto del silenzio
- 0/1 - Milionari
- 0/1 - Pecore in erba
- 0/1 - La prima luce
- 0/1 - Seconda primavera
- 0/1 - Troppo napoletano